# Rogówek (Mazovie)
Pour les articles homonymes, voir Rogówek.
Rogówek (prononciation : [rɔˈɡuvɛk]) est un village polonais de la gmina de Stary Lubotyń dans le powiat d'Ostrów Mazowiecka de la voïvodie de Mazovie dans le centre-est de la Pologne.

## Histoire
De 1975 à 1998, le village appartenait administrativement à la voïvodie d'Ostrołęka.